# 라르 프리

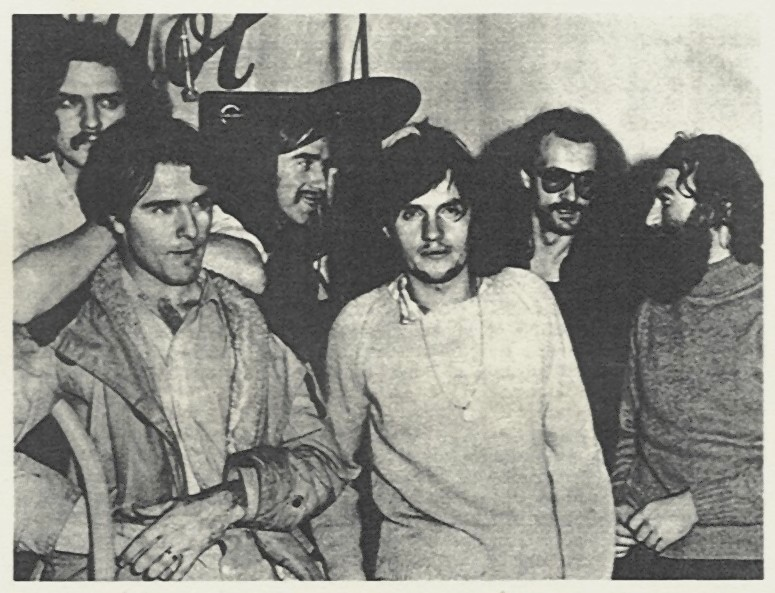
라르 프리, 1971년 Golf-Drouot

라르 프리(Lard Free)는 1970년 결성된 프랑스의 프로그레시브 록 그룹이다. 엘동, 크라우트록과 연결된 사운드를 만들었다.

## 개요
르 아브르(Le Havre)의 재즈밴드에서 데뷔한 드러머 질베르 아르망은 돈 체리, 스티브 레이시와 함께 연주할 기회들이 있었다. 1970년 그는 멤버를 모아 라르 프리를 결성한다. 여기저기서 연주하다가 72년 이것저것 녹음하게 되는데 이것은 앨범으로 나오지 못하다가 나중에 초기곡 모음집 Unnamed에 실리게 된다. 그들의 실험성은 종종 소프트 머신에 비교되곤 했다. 
73년 아르망은 클리어라잇의 앨범에 참여하기 위해 영국으로 건너가는데 건너간 김에 라르 프리의 1집도 녹음하게 되었다. 결과물은 프리 재즈에 전자기타 사운드와 신서사이저가 뒤섞인 것으로 상당히 독보적인 것이었다. 아르망의 리듬파트는 록보다는 재즈에 가까운 것이었다. 2집 I'm around about midnight은 멤버가 대부분 바뀌어 녹음되었다. 엘동의 리더인 리샤르 피나스가 기타로 참여해주었다. 상당히 어둡고 엘동과 유사한 앨범이다.
76년 아르망은 Opération Rhino라는 밴드에 잠시 가입한 다음해 어반 삭스를 결성한다. 색서폰 주자로만 구성된 오케스트라였다. 그는 라르 프리와 어반 삭스를 동시에 유지했다. 77년에는 라르 프리의 3집과 어반 삭스의 1집이 발매되었다. 라르 프리 3집은 크라우트록과 유사하다는 평가를 받았다.
이후 아르망이 어반 삭스에 전념하고 있을 때 나머지 멤버들이 라르 프리라는 이름으로 공연을 몇차례 가졌다.

## 음반 목록
- 1971-1972 Unnamed

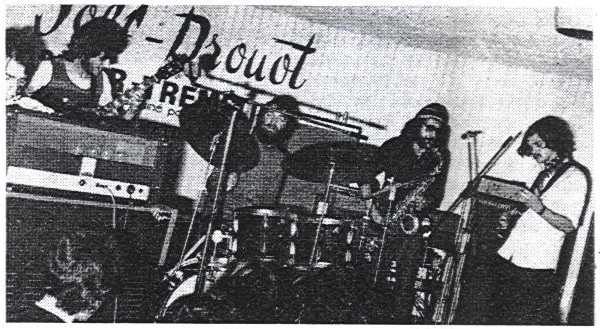
라르 프리, 1971년

- 1973 Gilbert Artman's Lard Free
- 1975 I'm Around About Midnight
- 1976 April Orchestra Vol. 15 - Présente Lard Free
- 1978 Spirale Malax, 33t, Cobra, 1978; III